# Edward Emerson Barnard
Edward Emerson Barnard (Nashville, 16 dicembre 1857 – Williams Bay, 6 febbraio 1923) è stato un astronomo statunitense.
Riportato spesso come E. E. Barnard, è considerato uno dei più dotati astronomi d'osservazione. La sua scoperta più nota è la stella di Barnard, nel 1916, così chiamata in suo onore.

## Biografia
Barnard nacque a Nashville, Tennessee, da Reuben Barnard ed Elizabeth Jane Barnard. Suo padre morì prima della sua nascita, così crebbe in una famiglia povera e non ricevette una regolare istruzione. I suoi primi interessi furono nel campo della fotografia, e divenne assistente a un fotografo all'età di nove anni.
Più tardi sviluppò un interesse nell'astronomia. Nel 1876 comprò un telescopio rifrattore da 5 pollici e, nel 1881, scoprì la sua prima cometa, ma non riuscì ad annunciare la sua scoperta. Nello stesso anno scoprì la seconda cometa, e una terza nel 1882.
Nel 1881 si sposò con Rhoda Calvert, una donna di origine inglese.

## Attività astronomica
Negli anni 1880 un uomo d'affari, Hulbert Harrington Warner, offrì 200 dollari per ogni nuova cometa scoperta, Barnard ne scoprì 8, e usò la somma per costruire una casa per sé e la propria famiglia.
Il suo nome cominciò ad arrivare all'attenzione degli astronomi amatoriali di Nashville, che tramite una colletta raccolsero la somma necessaria per iscrivere Barnard all'Università di Vanderbilt. Lui non rimase molto a Vanderbilt, non si laureò nemmeno, ma fu l'unico nella storia dell'Università di Vanderbilt a ricevere una laurea onoraria.
Nel 1887, lasciata l'università, andò a lavorare presso il Lick Observatory.
Nel 1892, osservando una nova, fu il primo a notare le emissioni gassose, deducendone che si trattava di esplosioni stellari.

Lo stesso anno scoprì Amaltea, la quinta luna di Giove. Fu il primo a scoprire una nuova luna di Giove dai tempi di Galileo Galilei, nel 1609. Amaltea fu anche l'ultimo satellite ad essere scoperto tramite osservazione visuale, le scoperte seguenti avvennero tramite l'analisi di lastre fotografiche o altri tipi di immagine.
Nel 1895 fu assunto all'Università di Chicago come professore di astronomia. Lì fu in grado di utilizzare il telescopio da 40 pollici dello Yerkes Observatory. La maggior parte del tempo durante questo periodo fu dedicato a fotografare la Via Lattea.

Insieme a Max Wolf scoprì che alcune regioni scure della galassia erano in realtà nubi di polvere che oscuravano le stelle più distanti.
La debole stella di Barnard fu scoperta nel 1916, notò che aveva un moto proprio molto elevato, se confrontato con le altre stelle. La stella di Barnard è la seconda stella più vicina alla Terra, la prima è il sistema stellare di Alpha Centauri.
Fu anche un pionieristico astrofotografo. Catalogò le nebulose oscure dandogli un numero, in modo simile al Catalogo di Messier. I numeri delle nebulose oscure vanno da Barnard 1 a Barnard 366, ad esempio la famosa Nebulosa Testa di Cavallo è anche nota come Barnard 33. Pubblicò la prima versione della sua lista su Astrophysical Journal nel 1919 col titolo: Sui segni scuri nel cielo con un catalogo di 182 oggetti di quel tipo.
Morì nel febbraio del 1923, a Williams Bay, Wisconsin, e fu seppellito a Nashville.

Dopo la sua morte la sua enorme collezione di fotografie fu pubblicata come atlante fotografico.

## Comete scoperte
Tra il 1881 e il 1892 scoprì o co-scoprì 16 comete, 3 delle quali periodiche:
| cometa                    | note                                      |
| C/1881 S1                 |                                           |
| C/1882 R2                 |                                           |
| D/1884 O1 Barnard         | Barnard 1                                 |
| C/1885 N1                 |                                           |
| C/1885 X2                 |                                           |
| C/1886 T1 Barnard-Hartwig |                                           |
| C/1887 B3                 |                                           |
| C/1887 D1                 |                                           |
| C/1887 J1                 |                                           |
| C/1888 R1                 |                                           |
| C/1888 U1                 |                                           |
| C/1889 G1                 |                                           |
| 177P/Barnard              | Barnard 2                                 |
| C/1891 F1 Barnard-Denning |                                           |
| C/1891 T1                 |                                           |
| 206P/Barnard-Boattini     | prima cometa scoperta tramite fotografia. |

## Onorificenze

### Premi
- Medaglia d'oro della Royal Astronomical Society (1897)
- Medaglia Bruce (1917)

### Battezzati in suo onore
- Cratere Barnard sulla Luna.
- Cratere Barnard su Marte di 125 km[3]
- Barnard Regio su Ganimede
- L'asteroide 819 Barnardiana
- La stella di Barnard